# SpiceJet
SpiceJet je indická nízkonákladová letecká společnost se sídlem v Gurgaonu. Je to čtvrtá největší aerolinka v Indii podle počtu cestujících. Jako své hlavní báze používá letiště v Čennaí, Dillí a v Hajdarábádu. Společnost vznikla jako aerotaxi v roce 1984. V roce 2004 se přejmenovala na SpiceJet a první let provedla v roce 2005.

## Destinace
Společnost provozuje přes 306 letů denně do 35 destinací v Indii a 6 destinací v Afghánistánu, Maledivách, Ománu, Srí Lance, Thajsku a SAE.

## Flotila

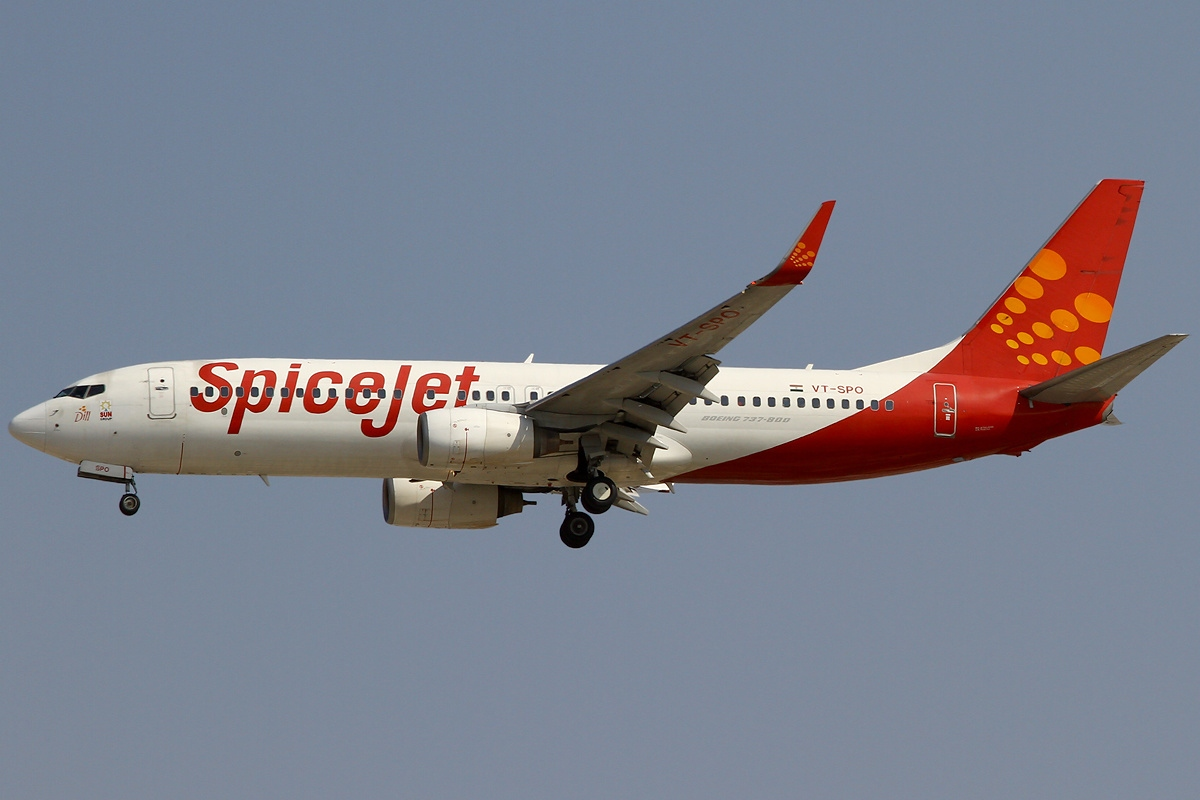
Letadlo společnosti SpiceJet

Na konci roku 2016 společnost SpiceJet objednala 205 nových letadel od firmy Boeing a jde o největší zakázku v historii nízkonákladové letecké dopravy.
Společnost SpiceJet provozuje v červnu 2016 tyto typy letadel:
| Letadla                | Používaná | Objednaná | Cestující | Poznámka                      |
| ---------------------- | --------- | --------- | --------- | ----------------------------- |
| Boeing 737-800         | 21        | 0         | 186       | 4 pronajaty od Travel Service |
| Boeing 737-900ER       | 4         | 0         | 212       |                               |
| Boeing 737 MAX 8       | 0         | 42        |           |                               |
| Bombardier Dash 8 Q400 | 16        | 0         | 78        |                               |
| Počet:                 | 41        | 42        |           |                               |